# Alina Vuc
Alina Emilia Grigore Vuc (ur. 4 października 1993 w Reșița) – rumuńska zapaśniczka. Wicemistrzyni świata w 2017 i 2019 roku. 
Srebrna medalistka mistrzostw Europy w 2016 roku i 2018 oraz brązowa w 2017 i 2022. Uczestniczyła na igrzyskach olimpijskich w Rio de Janeiro (2016), gdzie zajęła osiemnaste miejsce w kategoria 48 kg, a także w Tokio 2020, gdzie zajęła czternaste miejsce w kategorii 50 kg. Siódma w Pucharze Świata w 2018 roku.
Wojskowa mistrzyni świata w 2016, 2017 i 2023. Szesnasta na igrzyskach europejskich w 2015. 
Druga na ME U-23 w 2015. Wicemistrzyni świata juniorów w 2013 i trzecia w 2011. Trzecia na ME juniorów w 2011 i 2013 roku.